# John Harvie
John Harvie (* 1742 in Albemarle County, Colony of Virginia; † 6. Februar 1807 in Richmond, Virginia) war ein amerikanischer Rechtsanwalt, Bauherr und Politiker.

## Werdegang

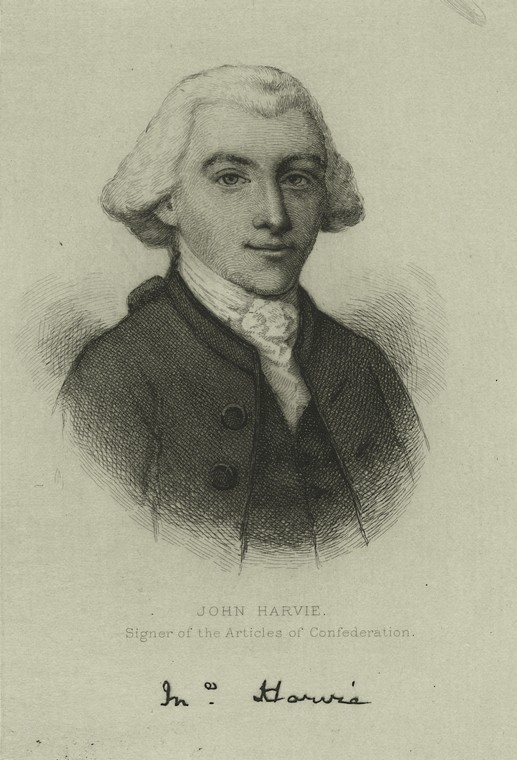
John Harvie

Harvie wurde 1742 als ältestes von fünf Kindern schottischer Einwanderer auf einer Farm in Albemarle County geboren. Seine Eltern waren John Harvie (1706–1767) und Martha Gaines Harvie (1719–1802). Er war ein Freund von Thomas Jefferson. Sein Vater wurde nach dem Tod von Thomas’ Vater, Peter Jefferson, 1757 dessen gesetzlicher Vormund. John studierte Jura und wurde, bevor er sich in Augusta County niederließ, als Anwalt zugelassen. Dort eröffnete er eine erfolgreiche Anwaltspraxis. 1774 wurde er nach der Schlacht von Point Pleasant bevollmächtigt mit dem Stamm der Shawnee einen Friedensvertrag auszuhandeln. Dann sandte ihn der Augusta County 1775 und 1776 zu den Virginia Kongressen (die revolutionäre Legislatur). Im nachfolgenden Jahr schickte ihn die Kammer als Delegierten in den Kontinentalkongress, wo er auch 1777 und 1778 tätig war. In dieser Zeit unterzeichnete er die Konföderationsartikel. Während der restlichen Zeit der Amerikanischen Revolution war er als Einkäufer und Nachschuborganisator für die Miliz von Virginia und die Kontinentalarmee tätig. 1780 zog er nach Richmond, Virginia, wo er als Landerschließer und Bauherr tätig war. Harvie baute eine Anzahl von Gebäuden in Richmond und ging öffentlichen Bauarbeiten in dem Gebiet nach. Während der Inspektion einer dieser Baustellen (das Gamble House) starb er durch einen unglücklichen Fall von einer Leiter. Er wurde im Familiengrab auf seinem Anwesen beigesetzt, das später ein Teil des Hollywood Cemetery in Richmond wurde.